# Litoria richardsi
Litoria richardsi är en groddjursart som beskrevs av Richard William George Dennis och Cunningham 2006. Litoria richardsi ingår i släktet Litoria och familjen lövgrodor. IUCN kategoriserar arten globalt som otillräckligt studerad. Inga underarter finns listade i Catalogue of Life.